# فيكي ويلسون
فيكي ويلسون (بالإنجليزية: Vicki Wilson)‏ هي لاعبة كرة الشبكة أسترالية، ولدت في 11 فبراير 1965 في بريزبان في أستراليا.

## روابط خارجية
- فيكي ويلسون على موقع اتحاد ألعاب الكومنولث (مؤرشف) (الإنجليزية)
- فيكي ويلسون على موقع قاعة أستراليا للمشاهير الرياضية (الإنجليزية)